# Sofia Åstedt
Sofia Mimmi Helena Åstedt, född 13 november 2003, är en svensk simmare. Hon tävlar för SK Elfsborg.

## Karriär
Åstedt började tävlingssimma i Skene SoIS, men gick 2015 över till SK Elfsborg.

### 2018: Första landslagsuttagningen
I april 2018 blev hon för första gången uttagen i det svenska ungdomslandslaget till Nordiska ungdomsmästerskapen i Riga. I juni och juli 2018 vid svenska ungdomsmästerskapen i långbana tävlade Åstedt i F15-klassen och tog guld på 100 meter frisim med ett nytt personbästa på 58,26 sekunder samt guld på 4×100 meter frisim. I juli samma år tog hon silver i lagkappen på 4×100 meter medley vid ungdoms-NM i Riga som en del av det svenska laget som även bestod av Vera Karlsson, Emelie Fast och Thilde Smedbäck.
I november 2018 blev Åstedt uttagen i den svenska truppen till Nordiska mästerskapen i Finland. Följande månad slutade hon på fjärde plats i finalen på 100 meter frisim i juniorklassen vid NM. Åstedt avslutade året med att ta ett silver på 200 meter frisim vid svenska ungdomsmästerskapen i kortbana.

### 2019: Internationella ungdomstävlingar
I april 2019 blev Åstedt uttagen i den svenska truppen till europeiska juniormästerskapen i Kazan. I juni 2019 vid långbane-SM i Malmö slutade hon på fjärde plats i seniorklassen på 50 meter frisim med ett personbästa på 26,34 sekunder samt tog silver i juniorklassen på samma distans. Månaden därpå tävlade Åstedt i fyra grenar (50 och 100 meter frisim samt lagkapperna 4×100 meter frisim och 4×100 meter mixed frisim) vid europeiska juniormästerskapen, men blev utslagen i försöksheatet i samtliga grenar. Under juli tog hon även brons i F16-17-klassen på 100 meter frisim vid svenska ungdomsmästerskapen i långbana.
I november 2019 vid kortbane-SM i Eskilstuna slutade Åstedt på femte plats på 100 meter frisim i seniorklassen samt tog silver på samma distans i juniorklassen. Samma månad tävlade hon även vid nordiska juniormästerskapen i Tórshavn och inledde då med att ta brons på 50 meter frisim samt silver i lagkappen på 4×200 meter frisim. Åstedt tog sedan guld på 100 meter frisim och lagkapperna 4×100 meter frisim och 4×100 meter medley samt ett silver i en mixstafett. I december 2019 avslutade hon året med att ta dubbla guld i F15-16-klassen vid svenska ungdomsmästerskapen i kortbana på både 100 och 200 meter frisim.
Under året började Åstedt även studera vid Riksidrottsgymnasiet i Helsingborg samt blev utsedd till "Årets BT-junior", ett pris som delas ut av Borås Tidning.

### 2021: SM-guld och första internationella seniormästerskapet
I juli 2021 vid långbane-SM i Halmstad tog Åstedt guld på 50 meter frisim och silver på 100 meter frisim. I oktober 2021 blev Åstedt uttagen i den svenska truppen till kortbane-EM i Kazan, vilket var hennes första internationella seniormästerskap. Hon inledde med att simma 50 meter frisim på 25,71 sekunder, vilken blev totalt 36:e plats av 48 simmare på distansen. Samma dag var hon en del av Sveriges kapplag tillsammans med Sarah Sjöström, Sara Junevik och Hanna Rosvall som slutade på femte plats i finalen på 4×50 meter frisim. Åstedt tog sig även till final på 200 meter frisim och slutade på 8:e plats samt slutade på totalt 24:e plats av 43 tävlande på 100 meter frisim.
I november 2021 vid kortbane-SM i Stockholm var Åstedt en del SK Elfsborgs kapplag tillsammans med Thilda Häll, Emma Varga och Matilda Stenberg som tog brons på 4×200 meter frisim. Följande dag tog hon silver på 50 meter frisim och sänkte sitt personbästa till 24,96 sekunder samt tog ytterligare ett brons i lagkappen på 4×100 meter frisim. Åstedt tog sedan brons på både 100 och 200 meter frisim. Hon tog även tre JSM-guld under mästerskapet på 50, 100 och 200 meter frisim. Åstedt avslutade året med att för andra gången bli utsedd till "Årets BT-junior" av Borås Tidning.

### 2022: EM-medalj och VM-tävlande
I april 2022 blev Åstedt uttagen i den svenska truppen till VM i Budapest. I juni 2022 vid VM slutade hon på totalt 27:e plats på 200 meter frisim, vilket en räckte för en semifinalplats. Åstedt var även en del av Sveriges kapplag tillsammans med Robin Hanson, Isak Eliasson och Sara Junevik som slutade på 10:e plats i försöksheatet på 4×100 meter mixed frisim, vilket inte var tillräckligt för en finalplats. I juni 2022 tävlade Åstedt även vid långbane-SM i Linköping och inledde mästerskapet med att vinna JSM-guld med Elfsborgs kapplag på 4×200 meter frisim. Hon tog sedan SM-guld på både 50 och 100 meter frisim samt brons på 200 meter frisim. Åstedt tog även JSM-guld på 50, 100 samt 200 meter frisim och avslutade mästerskapet med totalt sju medaljer (2 SM-guld och ett brons samt fyra JSM-guld).
I augusti tävlade Åstedt vid EM i Rom. Under tävlingens första dag den 11 augusti gick hon vidare till semifinal på 100 meter frisim samt var en del av Sveriges kapplag tillsammans med Hanna Bergman, Elvira Mörtstrand och Alicia Lundblad som slutade på åttonde plats på 4×200 meter frisim. Under andra dagen var Åstedt en del av Sveriges kapplag tillsammans med Hanna Rosvall, Daniel Räisänen  och Oskar Hoff som slutade på nionde plats i kvalet i 4×100 meter mixed medley och som var en plats från att kvalificera sig till finalen. Under tredje dagen var hon en del av kapplaget tillsammans med Sarah Sjöström, Louise Hansson och Sara Junevik som tog silver på 4×100 meter frisim. Under dagen simmade Åstedt även 200 meter frisim individuellt men tog sig inte vidare från försöksheatet. Under femte dagen var hon en del av kapplaget på 4×100 meter mixed frisim tillsammans med Björn Seeliger, Robin Hanson och Sarah Sjöström som kvalificerade sig för final i grenen. Under dagen simmade Åstedt även 50 meter frisim, men kvalificerade sig inte för semifinalen. Under sjätte dagen var hon en del av kapplaget tillsammans med Victor Johansson, Robin Hanson och Hanna Bergman som slutade på nionde plats i kvalet på 4×200 meter mixed frisim och som var en placering från en finalplats. Åstedt erhöll även ett brons efter att ha simmat försöksheatet på 4×100 meter mixed frisim, där Sverige sedermera tog medalj i finalen.
I november 2022 vid kortbane-SM i Stockholm tog Åstedt totalt 12 medaljer, varav fem som senior och sju i junior-SM som hölls samtidigt. Individuellt tog hon silver på 100 och 200 meter frisim samt brons på 50 meter frisim. Åstedt tog även tre individuella JSM-guld på 50, 100 och 200 meter frisim (delat guld med Thilda Häll på 200). Tävlandes i lagkapp för SK Elfsborg tog hon guld på 4×200 meter frisim, vilket var klubbens första SM-guld i lagkapp för damer sedan 1951 samt brons på 4×100 meter frisim. Åstedt tog även två JSM-guld på 4×50 meter frisim och 4×100 meter frisim, JSM-silver på 4×200 meter frisim samt JSM-brons på 4×100 meter medley.
I december 2022 vid kortbane-VM i Melbourne erhöll Åstedt ett brons efter att simmat försöksheatet på 4×50 meter medley, där Sverige sedermera tog medalj i finalen. Hon avslutade året med att för tredje gången bli utsedd till "Årets BT-junior" av Borås Tidning.

### 2023: EM-guld och flera SM-guld
Vid långbane-SM 2023 i Umeå tog Åstedt tre guld på 50, 100 och 200 meter frisim. I juli 2023 vid VM i Fukuoka tog hon sig inte vidare från försöksheatet på 200 meter frisim. Åstedt var även en del av Sveriges kapplag och simmade försöksheaten på både 4×100 meter frisim och 4×100 meter mixed frisim.
I november 2023 tog Åstedt delat guld med Emmy Hällkvist på 50 meter frisim, guld på 100 meter frisim samt brons på 200 meter frisim. Hon var även en del av SK Elfsborg kapplag som tog silver på både 4×100 meter frisim och 4×200 meter frisim. Följande månad var Åstedt en del av Sveriges kapplag som tog guld på 4×50 m frisim vid kortbane-EM i Otopeni. Hon erhöll ytterligare ett guld efter att ha simmat försöksheatet på 4×50 meter medley där Sverige sedermera tog guld.